# سوسکچه‌های کنارسفید
سوسکچه‌های کنارسفید (نام علمی: Naupactus) نام یک سرده از تبار کنارسفیدیان است.